# Onthophagus nodieri
Onthophagus nodieri là một loài bọ cánh cứng trong họ Bọ hung (Scarabaeidae).